# Oyace
Oyace är en ort och kommun i regionen Aostadalen i nordvästra Italien. Kommunen hade 211 invånare (2017) och har italienska och franska som officiella språk.